# 압둘 마나프 누루딘
압둘 마나프 누루딘(영어: Abdul Manaf Nurudeen, 1999년 2월 8일 ~ )은 가나의 축구 선수로, 현재 벨기에 퍼스트 디비전 A의 클럽 KAS 오이펜에서 뛰고 있다. 포지션은 골키퍼이다.